# Nowoołeksijiwka
Nowoołeksijiwka (ukr. Новоолексіївка) – osiedle typu miejskiego na Ukrainie w rejonie geniczeskim obwodu chersońskiego.